# Campidoglio (Trenton)
Il Campidoglio di Trenton (in lingua inglese New Jersey State House) è la sede governativa dello Stato del New Jersey, negli Stati Uniti d'America.
Fu costruito originariamente nel 1792 e successivamente ampliato nel XIX secolo fino all'aspetto attuale, che si deve agli ultimi interventi completati nel 1911.